# ブイヨンキューブ

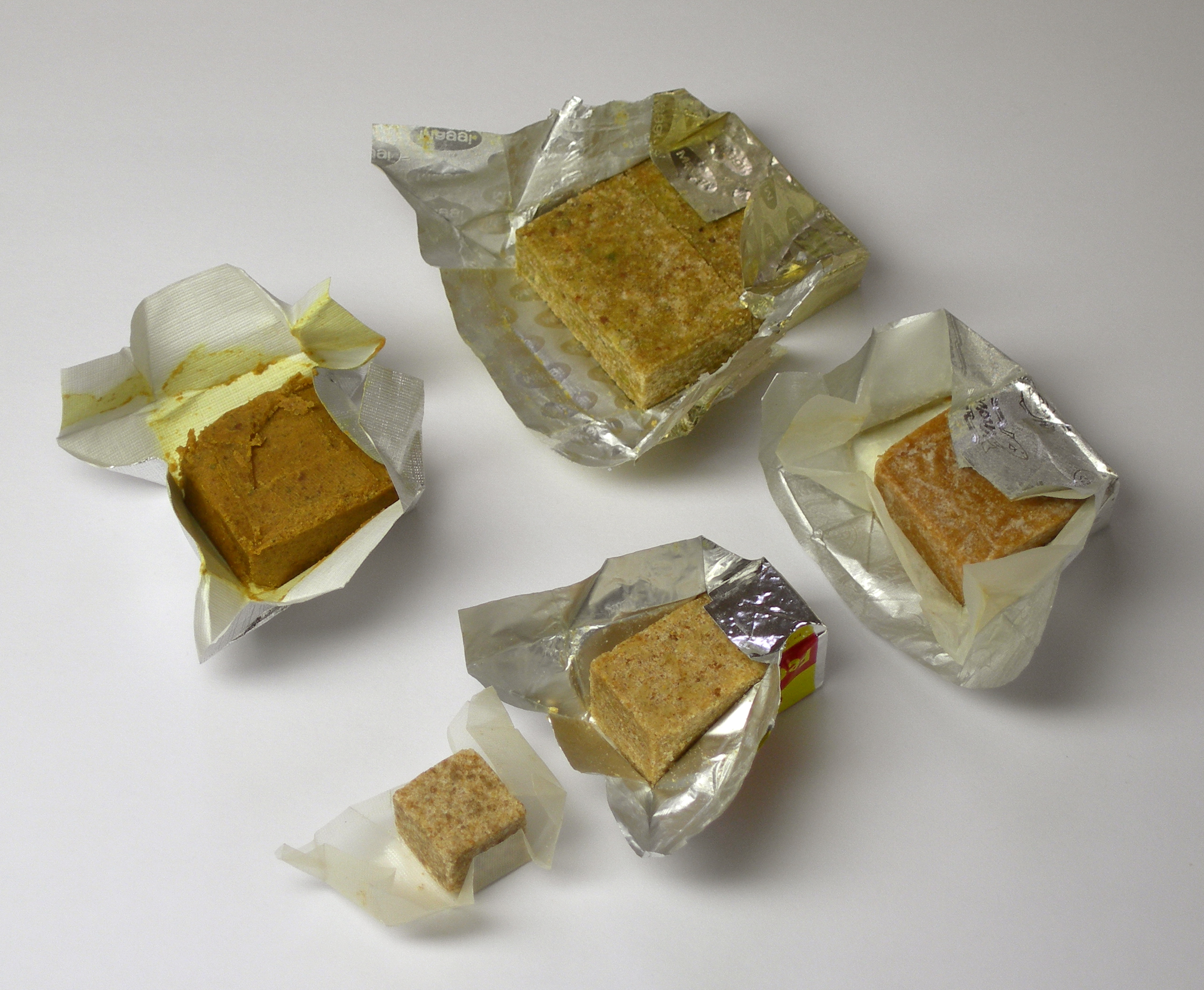
ブイヨンキューブ

ブイヨンキューブ(Bouillon cube)は、ブイヨンまたはフォンを脱水し、約15mm角の小さな立方体に成型したものである。カナダやアメリカ合衆国ではブイヨンキューブ、オーストラリア、アイルランド、ニュージーランド、南アフリカ共和国及びイギリスではストックキューブ、フィリピンではブロスキューブ等と呼ばれる。乾燥させた野菜や肉の出汁に少量の脂肪、グルタミン酸ナトリウム、食塩、シーズニングを含む。ベジタリアンやヴィーガン向けのものもある。また、顆粒状や粉末状にしたブイヨンもある。

## 歴史
タブレット状にした乾燥した肉の出汁は、1718年に死去した17世紀のイギリス人料理記者アン・ブレンコウは既に知っており、その他でも1735年には知られていた。19世紀初頭のフランスの複数の料理人（Lefesse、Massue、Martinら）は、ブイヨンキューブ及びタブレットの特許を出願したが、新規性がないとして却下された。1831年にはニコラ・アペールも乾燥ブイヨンを提案している。
19世紀中盤にドイツの化学者ユストゥス・フォン・リービッヒが肉エキスを開発したが、ブイヨンキューブよりも高価なものだった。
工業生産されたブイヨンキューブは、マギーにより1908年、オクソが1910年、クノールが1912年に販売を始めた。1913年には少なくとも10のブランドが入手可能であり、食塩の含量は59-72%であった。
日本では1962年に味の素より「味の素KKコンソメ」が発売された。

## 材料
ブイヨンキューブの一般的な材料は、食塩、水素化脂質、グルタミン酸ナトリウム、香料等である。

## 製法
ブイヨンキューブは、液体状のブイヨンを乾燥させて作るのではなく、ペーストに既に乾燥した材料を混ぜて作る。容器の中で材料を混ぜ、混合のために寝かせ、立方体の形に成型する。または、押出成形機の中で直接混ぜる。